# Stygobromus lucifugus
Stygobromus lucifugus là một loài động vật giáp xác chân hai loại đã tuyệt chủng thuộc họ Crangonyctidae. Nó được Oliver Perry Hay mô tả lần đầu khi phát hiện thấy trong một giếng nước gần Abingdon, Knox County, Illinois (Hoa Kỳ), và là loài đặc hữu của tiểu bang này.